# Bahenní zápasy

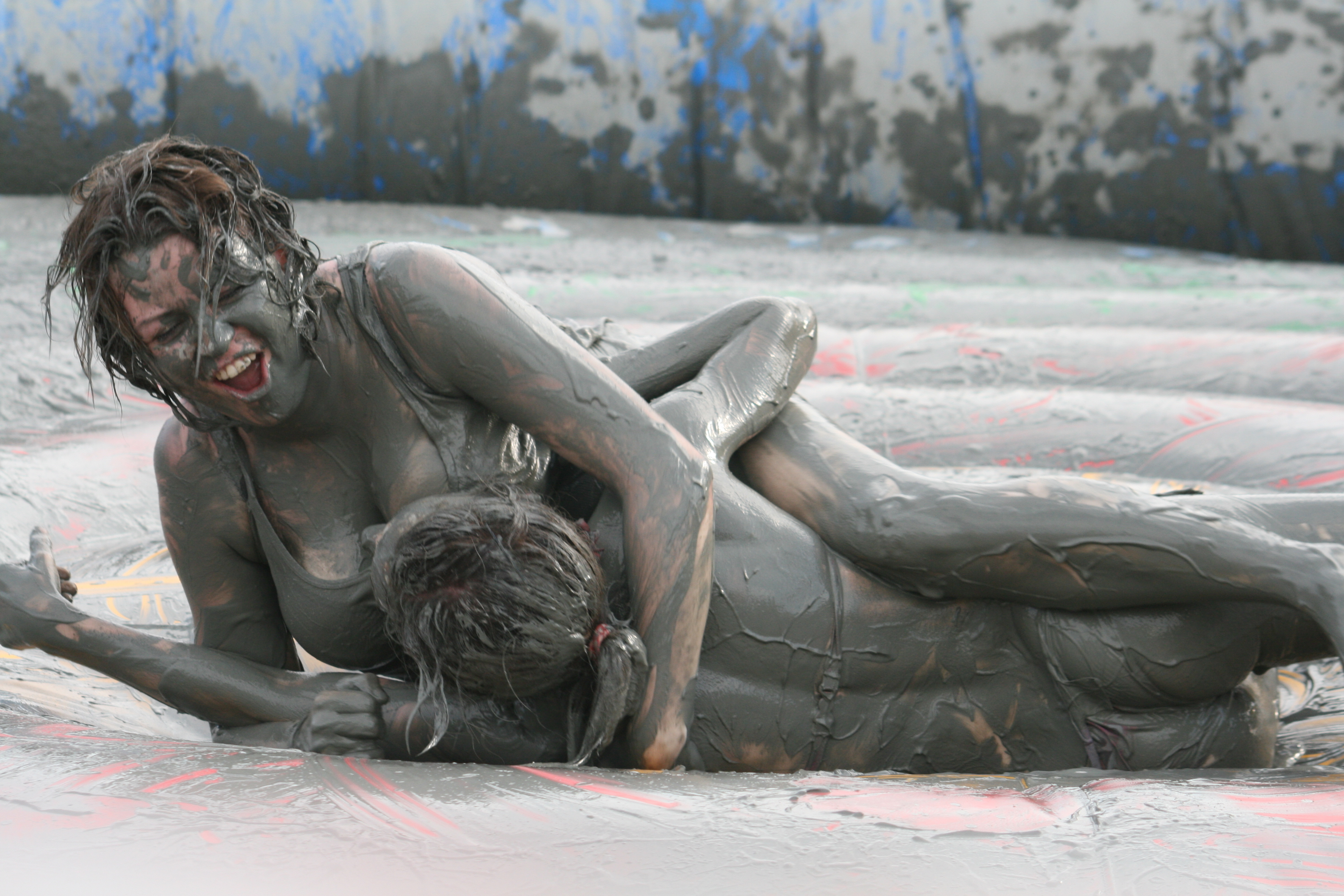
Zápasící ženy na festivalu Mud Fest 2008

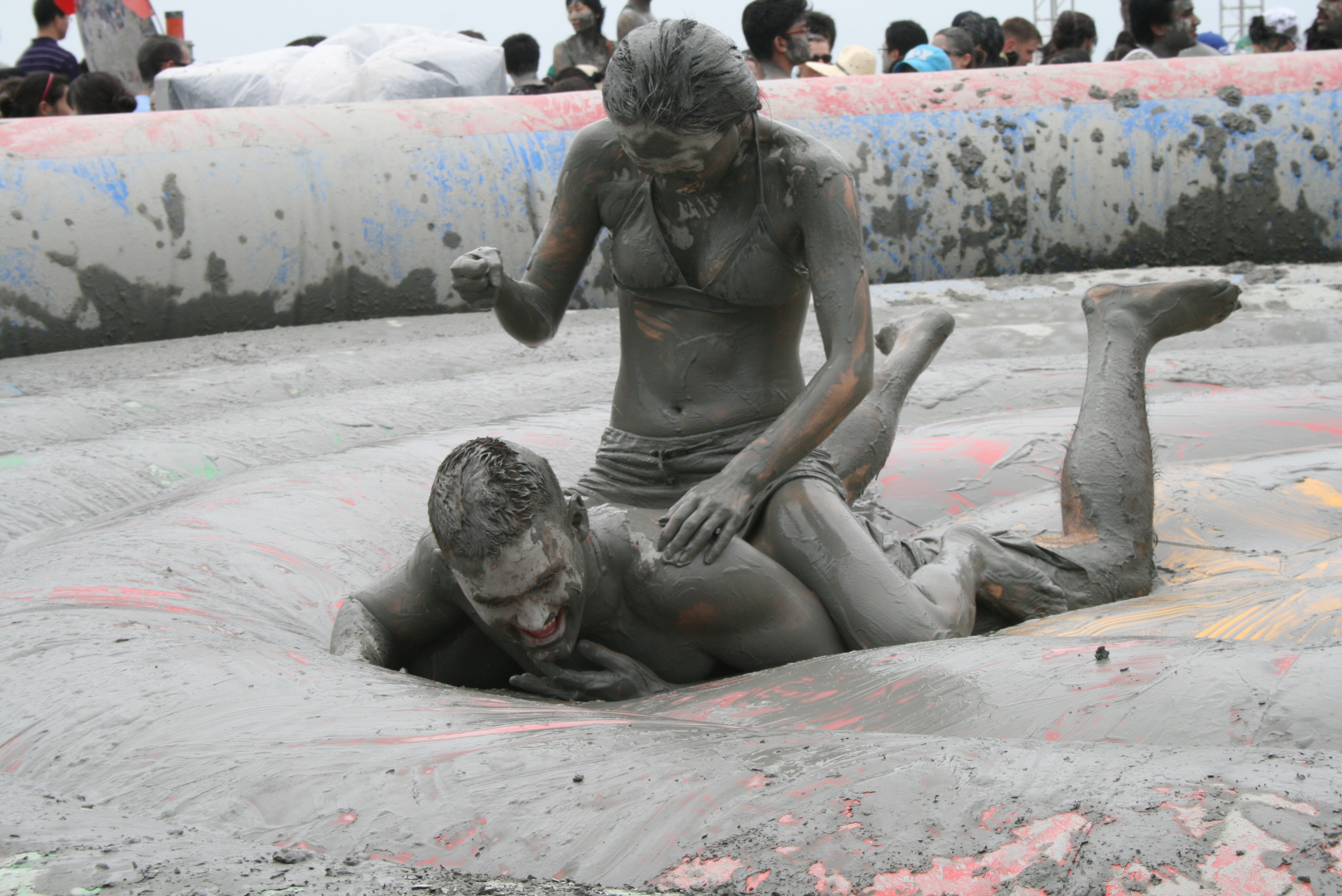
Smíšený pár na festivalu Mud Fest 2008

Bahenní zápasy jsou druhem boje v ringu. Nejčastěji jsou provozovány ženami, namnoze jako součást nejrůznějších festivalů nebo kulturních akcí. V erotické variantě jsou zápasnice oděné minimálně nebo vůbec.
Bahenní zápasy se poprvé objevily v americkém státě Kalifornie ve 30. letech 20. století. V současnosti si popularitu udržují v USA, východní Evropě a východní Asii. Jejich kritikové je označují za perverzní zábavu nemající se sportem mnoho společného.